# Holochelus vulpinus
Holochelus vulpinus är en skalbaggsart som beskrevs av Hermann Burmeister 1855. Holochelus vulpinus ingår i släktet Holochelus och familjen Melolonthidae. Inga underarter finns listade i Catalogue of Life.